# Gimmen
Gimmen är en näringsfattig klarvattensjö i Borlänge kommun och Gagnefs kommun i Dalarna och ingår i Dalälvens huvudavrinningsområde. Sjön har en area på 4,19 kvadratkilometer och ligger 219 meter över havet. Sjön avvattnas av vattendraget Gimån. Vid provfiske har bland annat abborre, gers, mört och sik fångats i sjön. Sjön ligger inom Gimmens FVO. Öar i sjön är Storön, Orrön och Fårön

## Delavrinningsområde
Gimmen ingår i delavrinningsområde (672059-147063) som SMHI kallar för Utloppet av Gimmen. Medelhöjden är 263 meter över havet och ytan är 26,95 kvadratkilometer. Det finns inga avrinningsområden uppströms utan avrinningsområdet är högsta punkten. Gimån som avvattnar avrinningsområdet har biflödesordning 2, vilket innebär att vattnet flödar genom totalt 2 vattendrag innan det når havet efter 233 kilometer. Avrinningsområdet består mestadels av skog (73 procent). Avrinningsområdet har 4,19 kvadratkilometer vattenytor vilket ger det en sjöprocent på 15,5 procent.

## Fisk
Vid provfiske har följande fisk fångats i sjön:
- Abborre
- Gärs
- Mört
- Sik
- Siklöja
- Öring